# Aulo Postumio Albino (console 242 a.C.)
Aulo Postumio Albino  (in latino Aulus Postumius Albinus; fl. III secolo a.C.) è stato un politico e generale romano.

## Biografia
Fu eletto console nel 242 a.C. con Gaio Lutazio Catulo, il vincitore della battaglia delle Isole Egadi. Ma, mentre il collega era impegnato vittoriosamente in Sicilia sia per terra che per mare, Postumio dovette rimanere a Roma, per volere del Pontifex Maximus Lucio Cecilio Metello e contro la propria volontà, perché ricopriva anche la carica di Flamen Martialis.
Fu censore nel 234 a.C..